# Gosen Cup
Il Gosen Cup è un torneo professionistico di tennis giocato su campi in erba. Fa parte dell'ITF Women's Circuit. Si gioca annualmente a Makinohara in Giappone.

## Albo d'oro

### Singolare
| Anno | Campione          | Finalista        | Punteggio          |
| ---- | ----------------- | ---------------- | ------------------ |
| 2011 | Karolína Plíšková | Erika Sema       | 6–7(5–7), 6–2, 6–0 |
| 2012 | Alexa Glatch      | Monique Adamczak | 6–3, 6–4           |
| 2013 | Zarina Dijas      | Belinda Bencic   | 6–3, 6–4           |

### Doppio
| Anno | Campioni                     | Finalisti                                 | Punteggio   |
| ---- | ---------------------------- | ----------------------------------------- | ----------- |
| 2011 | Shūko Aoyama Kotomi Takahata | Junri Namigata Akiko Yonemura             | 6–2, 7–5    |
| 2012 | Eri Hozumi Miyu Katō         | Monique Adamczak Caroline Garcia          | 7–6(6), 6–3 |
| 2013 | Eri Hozumi Makoto Ninomiya   | Nicha Lertpitaksinchai Peangtarn Plipuech | 6–1, 6–2    |